# Delminichthys adspersus
A Dalmát cselle (Delminichthys adspersus) a sugarasúszójú halak (Actinopterygii) osztályának a pontyalakúak (Cypriniformes) rendjébe, ezen belül a pontyfélék (Cyprinidae) családjába tartozó faj.
A Delminichthys halnem típusfaja.

## Előfordulása
Főleg Dalmácia tavaiban és folyóiban él. Bosznia-Hercegovina területén is megtalálható.

## Megjelenése
A hal teste megnyúlt, oldalról csak kevéssé lapított. Mellúszói 15-16, hasúszói 8-9, hátúszója 9-11, farokúszója 19, farok alatti úszója 9-11 sugarú. Garatfogai egysorosak, 5-5(4). Háta sötétbarna, oldalai világosbarnák, szabálytalan sötétbarna foltokkal, hasoldala fehéres, ezüstös csillogással. Testhossza 6 centiméter, legfeljebb 9 centiméter. 54-70 pikkelye van az oldalvonala mentén. 38-41 csigolyája van.

## Életmódja
Apró rajhal. Tápláléka apró rákok és rovarlárvák. A száraz időszakban, talajalatti vizekbe húzódik.